# Flugkopfball
Der Flugkopfball (auch Hechtkopfball) ist im Fußball eine spektakuläre Art des Kopfballs.
Hierbei lässt sich der Spieler vorwärts fallen, um einen Ball unter Brusthöhe mit dem Kopf zu spielen. Der Flugkopfball wird häufig eingesetzt, wenn der Spieler den Ball aus der Vorwärtsbewegung heraus dringend kontrolliert spielen muss, z. B. direkt vor dem gegnerischen Tor oder auch zur schnellen Abwehr im eigenen Strafraum.
Der Flugkopfball kann für den Ausführenden gefährlich sein, da sich der Ball in einer Höhe befindet, in der gegnerische Spieler ihn mit dem Fuß spielen dürfen. Aus diesem Grund handelt es sich bei einem Zusammenstoß des Spielers mit dem Fuß des Gegners auch im Allgemeinen nicht um regelwidriges „gefährliches Spiel“.